# Europese kampioenschappen zwemmen 1974
De Europese kampioenschappen zwemmen 1974 werden gehouden van 18 tot en met 25 augustus 1974 in Wenen, Oostenrijk.
Er waren geen wijzigingen aan het reguliere zwemprogramma, wel werd het onderdeel synchroonzwemmen toegevoegd. Tijdens de wedstrijden klaagden sommige scheidsrechters over de gebrekkige organisatie van de kampioenschappen en besloot de West-Duitse televisie om de Europese zwemkampioenschappen niet langer uit te zenden vanwege te opzichtige reclame.

## Zwemmen

### Mannen

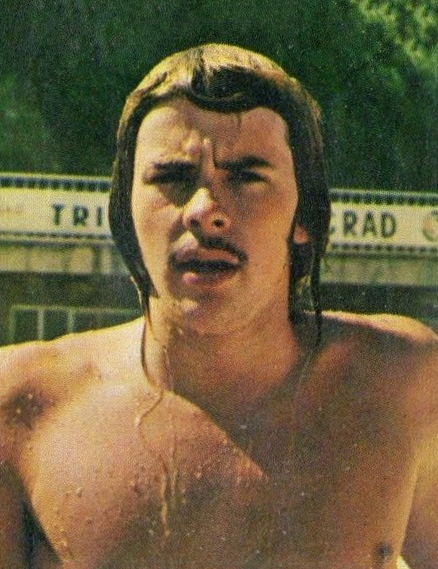
Tweevoudig Europees kampioen David Wilkie uit het Verenigd Koninkrijk

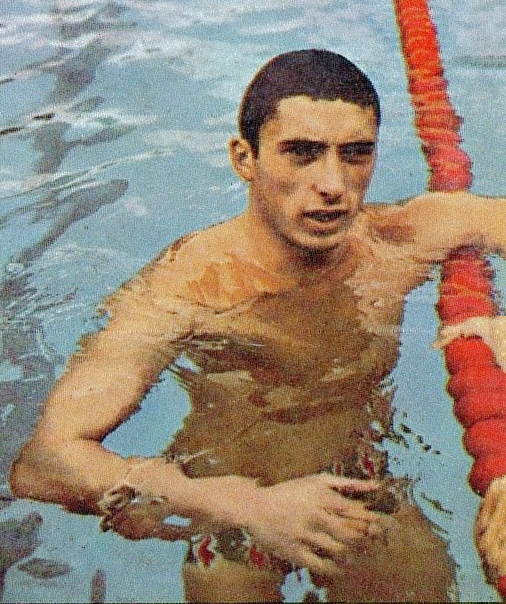
De Rus Nikolaj Pankin won op dit EK zowel goud (100m schoolslag), zilver (200m schoolslag) als brons (4x100m wisselslag)

| Afstand:           | Goud:                                                                               | Tijd     | Zilver:                                                                       | Tijd     | Brons:                                                                                 | Tijd     |
| 100 m vrije slag   | Peter Nocke Bondsrepubliek Duitsland                                                | 52,18    | Vladimir Boere Sovjet-Unie                                                    | 52,19    | Klaus Steinbach Bondsrepubliek Duitsland                                               | 52,31    |
| 200 m vrije slag   | Peter Nocke Bondsrepubliek Duitsland                                                | 1.53,10  | Klaus Steinbach Bondsrepubliek Duitsland                                      | 1.53,72  | Aleksandr Samsonov Sovjet-Unie                                                         | 1.53,74  |
| 400 m vrije slag   | Aleksandr Samsonov Sovjet-Unie                                                      | 4.02,11  | Bengt Gingsjö Zweden                                                          | 4.03,79  | Andrej Krylov Sovjet-Unie                                                              | 4.04,32  |
| 1500 m vrije slag  | Frank Pfütze Duitse Democratische Republiek                                         | 15.54,57 | James Carter Verenigd Koninkrijk                                              | 15.54,78 | Igor Jevgrafov Sovjet-Unie                                                             | 16.04,42 |
| 100 m rugslag      | Roland Matthes Duitse Democratische Republiek                                       | 58,21    | Lutz Wanja Duitse Democratische Republiek                                     | 58,66    | Zoltán Verrasztó Hongarije                                                             | 58,78    |
| 200 m rugslag      | Roland Matthes Duitse Democratische Republiek                                       | 2.04,64  | Zoltán Verrasztó Hongarije                                                    | 2.04,96  | Róbert Rudolf Hongarije                                                                | 2.07,52  |
| 100 m schoolslag   | Nikolaj Pankin Sovjet-Unie                                                          | 1.05,63  | Walter Kusch Bondsrepubliek Duitsland                                         | 1.06,04  | David Leigh Verenigd Koninkrijk                                                        | 1.06,17  |
| 200 m schoolslag   | David Wilkie Verenigd Koninkrijk                                                    | 2.20,42  | Nikolaj Pankin Sovjet-Unie                                                    | 2.22,84  | David Leigh Verenigd Koninkrijk                                                        | 2.23,79  |
| 100 m vlinderslag  | Roger Pyttel Duitse Democratische Republiek                                         | 55,90    | Roland Matthes Duitse Democratische Republiek                                 | 56,68    | Folkert Meeuw Bondsrepubliek Duitsland                                                 | 57,60    |
| 200 m vlinderslag  | András Hargitay Hongarije                                                           | 2.03,80  | Brian Brinkley Verenigd Koninkrijk                                            | 2.04,13  | Hartmut Flöckner Duitse Democratische Republiek                                        | 2.04,55  |
| 200 m wisselslag   | David Wilkie Verenigd Koninkrijk                                                    | 2.06,32  | Christian Lietzmann Duitse Democratische Republiek                            | 2.07,61  | András Hargitay Hongarije                                                              | 2.09,08  |
| 400 m wisselslag   | András Hargitay Hongarije                                                           | 4.28,89  | Christian Lietzmann Duitse Democratische Republiek                            | 4.30,32  | Andrej Smirnov Sovjet-Unie                                                             | 4.32,48  |
| 4x100 m vrije slag | Bondsrepubliek Duitsland Klaus Steinbach Gerhard Schiller Kersten Meier Peter Nocke | 3.30,61  | Sovjet-Unie Vladimir Boere Aleksandr Samsonov Anatoli Rybakov Georgi Koelikov | 3.32,01  | Duitse Democratische Republiek Roger Pyttel Roland Matthes Wilfried Hartung Lutz Wanja | 3.32,54  |
| 4x200 m vrije slag | Bondsrepubliek Duitsland Klaus Steinbach Werner Lampe Folkert Meeuw Peter Nocke     | 7.39,70  | Sovjet-Unie Aleksandr Samsonov Andrej Krylov Viktor Aboimov Georgi Koelikov   | 7.42,06  | Zweden Bernt Zarnowiecki Anders Bellbring Peter Pettersson Bengt Gingsjö               | 7.43,10  |
| 4x100 m wisselslag | Bondsrepubliek Duitsland Klaus Steinbach Walter Kusch Folkert Meeuw Peter Nocke     | 3.51,57  | Verenigd Koninkrijk Colin Cunningham David Wilkie Stephen Nash Brian Brinkley | 3.54,13  | Sovjet-Unie Igor Potjakin Nikolaj Pankin Viktor Sjarygin Vladimir Boere                | 3.54,37  |

### Vrouwen

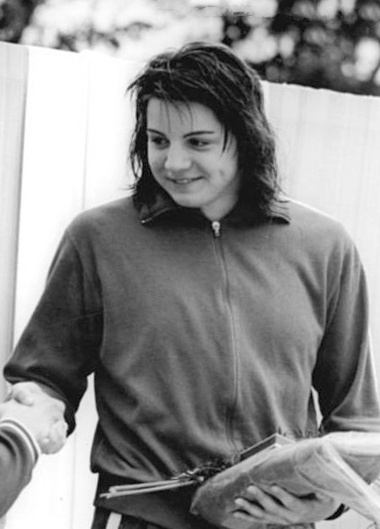
De Oost-Duitse Angela Franke won EK-medailles op drie afstanden

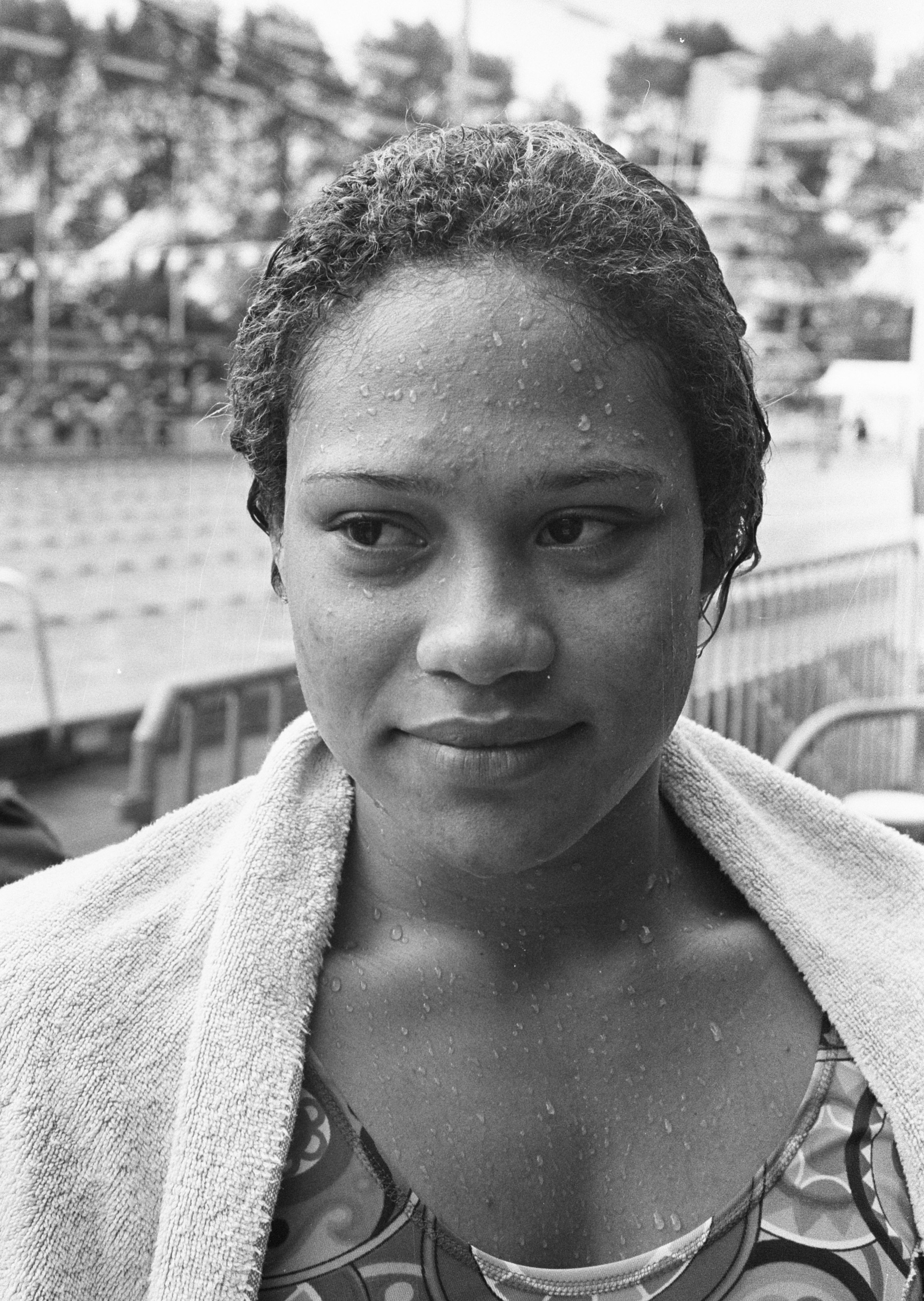
Enith Brigitha versloeg als een van de weinige westerse zwemsters weleens de Oost-Duitse meisjes

| Afstand:           | Goud:                                                                                      | Tijd    | Zilver:                                                                            | Tijd    | Brons:                                                                      | Tijd    |
| 100 m vrije slag   | Kornelia Ender Duitse Democratische Republiek                                              | 56,96   | Angela Franke Duitse Democratische Republiek                                       | 57,82   | Enith Brigitha Nederland                                                    | 58,10   |
| 200 m vrije slag   | Kornelia Ender Duitse Democratische Republiek                                              | 2.03,22 | Enith Brigitha Nederland                                                           | 2.03,73 | Andrea Eife Duitse Democratische Republiek                                  | 2.05,04 |
| 400 m vrije slag   | Angela Franke Duitse Democratische Republiek                                               | 4.17,83 | Cornelia Dörr Duitse Democratische Republiek                                       | 4.19,72 | Novella Calligaris Italië                                                   | 4.22,92 |
| 800 m vrije slag   | Cornelia Dörr Duitse Democratische Republiek                                               | 8.52,45 | Novella Calligaris Italië                                                          | 8.57,93 | Gudrun Wegner Duitse Democratische Republiek                                | 8.59,79 |
| 100 m rugslag      | Ulrike Richter Duitse Democratische Republiek                                              | 1.03,30 | Ulrike Tauber Duitse Democratische Republiek                                       | 1.05,07 | Enith Brigitha Nederland                                                    | 1.05,94 |
| 200 m rugslag      | Ulrike Richter Duitse Democratische Republiek                                              | 2.17,35 | Ulrike Tauber Duitse Democratische Republiek                                       | 2.18,72 | Enith Brigitha Nederland                                                    | 2.21,33 |
| 100 m schoolslag   | Christel Justen Bondsrepubliek Duitsland                                                   | 1.12,55 | Renate Vogel Duitse Democratische Republiek                                        | 1.13,69 | Ágnes Kaczander Hongarije                                                   | 1.14,95 |
| 200 m schoolslag   | Karla Linke Duitse Democratische Republiek                                                 | 2.34,99 | Anne-Katrin Schott Duitse Democratische Republiek                                  | 2.38,88 | Marina Joertsjenja Sovjet-Unie                                              | 2.42,04 |
| 100 m vlinderslag  | Rosemarie Kother Duitse Democratische Republiek                                            | 1.01,99 | Anne-Katrin Leucht Duitse Democratische Republiek                                  | 1.03,63 | Gunilla Andersson Zweden                                                    | 1.04,67 |
| 200 m vlinderslag  | Rosemarie Kother Duitse Democratische Republiek                                            | 2.14,45 | Anne-Katrin Leucht Duitse Democratische Republiek                                  | 2.18,45 | Barbara Schwarzfeldt Bondsrepubliek Duitsland                               | 2.19,71 |
| 200 m wisselslag   | Ulrike Tauber Duitse Democratische Republiek                                               | 2.18,97 | Andrea Hübner Duitse Democratische Republiek                                       | 2.23,97 | Irina Fetisova Sovjet-Unie                                                  | 2.25,40 |
| 400 m wisselslag   | Ulrike Tauber Duitse Democratische Republiek                                               | 4.52,42 | Gudrun Wegner Duitse Democratische Republiek                                       | 4.58,78 | Susan Richardson Verenigd Koninkrijk                                        | 5.06,71 |
| 4x100 m vrije slag | Duitse Democratische Republiek Kornelia Ender Angela Franke Andrea Eife Andrea Hübner      | 3.52,48 | Nederland Anke Rijnders Ada Pors Veronica Stel Enith Brigitha                      | 3.57,08 | Frankrijk Claude Mandonnaud Sylvie Le Noach Chantal Schertz Guylaine Berger | 3.57,61 |
| 4x100 m wisselslag | Duitse Democratische Republiek Ulrike Richter Renate Vogel Rosemarie Kother Kornelia Ender | 4.13,78 | Bondsrepubliek Duitsland Angelika Griesser Christel Justen Beate Jasch Jutta Weber | 4.23,50 | Zweden Gunilla Lundberg Jeanette Pettersson Gunilla Andersson Diana Olsson  | 4.23,90 |

## Schoonspringen

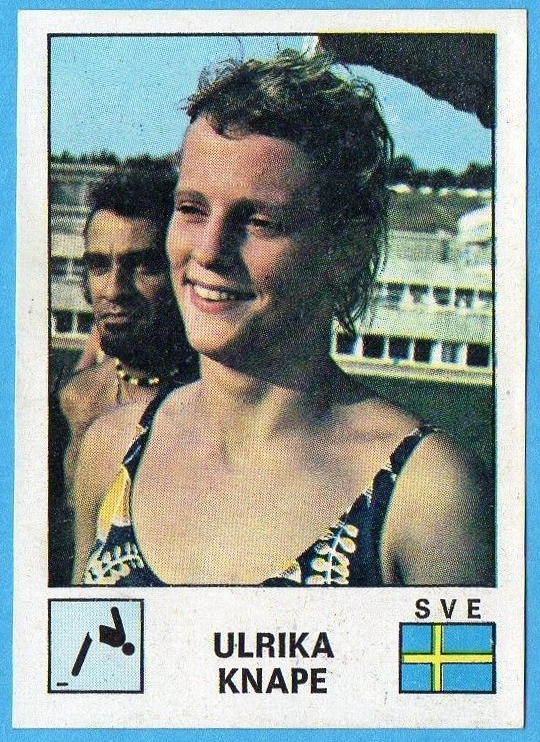
Ulrika Knape afgebeeld op een sticker van Panini, omstreeks 1974

### Mannen
| Onderdeel: | Goud:                | Score  | Zilver:                                      | Score  | Brons:                           | Score  |
| 3 m plank  | Klaus Dibiasi Italië | 603,51 | Giorgio Cagnotto Italië                      | 593,94 | Vjatsjeslav Strachov Sovjet-Unie | 583,71 |
| 10 m toren | Klaus Dibiasi Italië | 562,83 | Falk Hoffmann Duitse Democratische Republiek | 557,28 | Aleksandr Gendrikson Sovjet-Unie | 522,51 |

### Vrouwen
| Onderdeel: | Goud:               | Score  | Zilver:                    | Score  | Brons:                             | Score  |
| 3 m plank  | Ulrika Knape Zweden | 465,57 | Irina Kalinina Sovjet-Unie | 460,17 | Tamara Safonova Sovjet-Unie        | 455,34 |
| 10 m toren | Ulrika Knape Zweden | 408,87 | Irina Kalinina Sovjet-Unie | 399,54 | Jelena Vajtsechovskaja Sovjet-Unie | 366,12 |

## Waterpolo
| Onderdeel: | Goud:     | Zilver:     | Brons:      |
| Mannen     | Hongarije | Sovjet-Unie | Joegoslavië |

## Synchroonzwemmen
| Onderdeel: | Goud:                                          | Score  | Zilver:                                                  | Score  | Brons:                                      | Score  |
| Solo       | Jane Holland Verenigd Koninkrijk               | 93,820 | Angelika Honsbeek Nederland                              | 82,040 | Brigitte Serwonski Bondsrepubliek Duitsland | 79,320 |
| Duet       | Verenigd Koninkrijk Jane Holland Jennifer Lane | 89,050 | Bondsrepubliek Duitsland Beate Mäckle Brigitte Serwonski | 82,415 | Nederland Helma Gluvers Angelika Honsbeek   | 78,010 |
| Team       | Verenigd Koninkrijk                            | 88,490 | Bondsrepubliek Duitsland                                 | 85,293 | Nederland                                   | 78,859 |

## Medaillespiegel
| Plaats | Land                           | Goud | Zilver | Brons | Totaal |
| 1      | Duitse Democratische Republiek | 17   | 15     | 4     | 36     |
| 2      | Bondsrepubliek Duitsland       | 6    | 5      | 4     | 15     |
| 3      | Verenigd Koninkrijk            | 5    | 3      | 3     | 11     |
| 4      | Hongarije                      | 3    | 1      | 4     | 8      |
| 5      | Sovjet-Unie                    | 2    | 7      | 11    | 20     |
| 6      | Italië                         | 2    | 2      | 1     | 5      |
| 7      | Zweden                         | 2    | 1      | 3     | 6      |
| 8      | Nederland                      | 0    | 3      | 5     | 8      |
| 9      | Frankrijk                      | 0    | 0      | 1     | 1      |
| 10     | Joegoslavië                    | 0    | 0      | 1     | 1      |
| Totaal | Totaal                         | 37   | 37     | 37    | 111    |